# 岩田寺
岩田寺（がんでんじ）は、君津市大坂にある真言宗智山派の寺である。境内にあるイヌマキは君津市指定保存樹である。本尊は不動明王。

## 歴史
- 明治7年に大坂小学校を設置。

## 文化財
- 本堂に二代目伊八の作品がある（現在は拝観出来ない）。